# Додо-Ичётуй
До́до-Ичётуй (бур. Доодо Υшөөтэй) — улус в Джидинском районе Бурятии. Образует сельское поселение «Нижнеичётуйское».

## География
Улус расположен в Джидинской долине на правом берегу реки Ичетуй в 11 км к востоку от райцентра — села Петропавловка, в 1 км севернее автотрассы Р440 Гусиноозёрск — Петропавловка — Закаменск.

## Климат
Климат — резко континентальный. Средняя температура летом — +21,5°С, зимой — –30°С., среднегодовая температура — –1,6°С. Годовая сумма осадков не превышает 200 мм в год.

## История
Местность, где ныне находится Додо-Ичётуй, в XVIII—XIX веках была заселена бурятами-казаками.
Здесь, в семье казака, в 1822 году родился первый бурятский учёный Доржи Банзаров.
Современный улус был основан в 1930 году, когда были объединены разрозненные крестьянские хозяйства и образован первый колхоз.
Приказом по Забайкальскому казачьему войску № 248 от 22 марта 1916 года Нижне-Ичетуйское урочище Гэгэтуйской станицы было переименовано в Нижне-Самсоновское в память бывшего командующего армией генерала Самсонова.

## Население
| 2002 | 2010 | 2012 | 2013 | 2014 | 2015 | 2016 |
| ---- | ---- | ---- | ---- | ---- | ---- | ---- |
| 472  | ↘387 | ↗397 | ↘386 | ↗409 | ↘405 | ↘364 |
| 2017 | 2018 | 2019 | 2020 | 2021 | 2023 | 2024 |
| ↘350 | →350 | ↘339 | ↘331 | ↗500 | ↘489 | ↘479 |

Национальный состав
Население полностью бурятское.

## Инфраструктура
- администрация сельского поселения «Нижнеичётуское»
- фельдшерский пункт
- средняя школа, построена в год основания улуса
- детский сад «Ургы»
- Дом культуры
- библиотека

Вблизи улуса находится Табангут-Ичётуйский дацан.

## Экономика
Жители улуса заняты в аграрном секторе, в основном в животноводстве. В улусе работает СПК «Ичетуй».

## Достопримечательности
- Памятник Доржи Банзарову
- Табангут-Ичётуйский дацан
- Музей Доржи Банзарова

## Известные люди
- Доржи Банзаров (1822—1855) —  первый бурятский учёный, получивший высшее образование западного образца;
- Г. Л.  Рабдаев — Герой Социалистического Труда;
- М. А. Ханданов — учёный;
- К. Б. Санзуева — заслуженный юрист Бурятии.